# Andrei Iwanowitsch Krylow
Andrei Iwanowitsch Krylow (russisch Андрей Иванович Крылов; * 10. Mai 1956 in Leningrad) ist ein ehemaliger sowjetischer Schwimmer. Er gewann bei Olympischen Spielen eine Goldmedaille und drei Silbermedaillen.

## Karriere
Andrei Krylows internationale Karriere begann bei den Europameisterschaften 1974 in Wien. Über 400 Meter Freistil erhielt er die Bronzemedaille hinter seinem Landsmann Alexander Samsonow und dem Schweden Bengt Gingsjö. Die sowjetische 4-mal-200-Meter-Freistilstaffel in der Besetzung Samsonow, Krylow, Wiktor Aboimow und Georgijs Kuļikovs gewann Silber hinter der Staffel aus der Bundesrepublik Deutschland.
Bei den Olympischen Spielen 1976 in Montreal trat Krylow in vier Disziplinen an. Über 200 Meter Freistil belegte er in 1:50,73 min den vierten Platz hinter drei Schwimmern aus den Vereinigten Staaten. In den Staffeln schwamm Krylow nur im Finale. Die 4-mal-200-Meter-Freistilstaffel mit Wolodymyr Raskatow, Andrei Bogdanow, Sergei Kopljakow und Andrei Krylow erhielt die Silbermedaille hinter der Staffel aus den Vereinigten Staaten. Tags darauf belegte die 4-mal-100-Meter-Lagenstaffel den fünften Platz in der Besetzung Igor Omeltschenko, Arvydas Juozaitis, Jewgeni Seredin und Krylow. Krylow trat auch über 100 Meter Freistil an und belegte den achten Platz, wobei er im Vorlauf mit 52,02 s seine Bestzeit aufstellte.
Bei den Europameisterschaften 1977 in Jonköping belegte Krylow über 200 Meter Freistil den zweiten Platz hinter Peter Nocke aus der Bundesrepublik Deutschland. Die sowjetische 4-mal-100-Meter-Freistilstaffel erreichte in der Besetzung Wladimir Bure, Sergei Labso, Sergei Kopljakow und Andrei Krylow den dritten Platz hinter den Staffeln aus der Bundesrepublik Deutschland und aus Italien. Die sowjetische 4-mal-200-Meter-Freistilstaffel mit Wolodymyr Raskatow, Sergei Russin, Kopljakow und Krylow gewann den Titel vor den Staffeln aus der BRD und aus der DDR.
1978 fanden in West-Berlin die Weltmeisterschaften statt. Die sowjetische 4-mal-200-Meter-Freistilstaffel mit Sergei Rusin, Andrei Krylow, Wladimir Salnikow und Sergei Kopljakow erkämpfte die Silbermedaille hinter der Staffel aus den Vereinigten Staaten.
Bei den Olympischen Spielen 1980 in Moskau fehlten die Schwimmer aus den Vereinigten Staaten wegen des Olympiaboykotts. Über 200 Meter Freistil gewann Sergei Kopljakow vor Andrei Krylow. In der 4-mal-200-Meter-Freistilstaffel trat Krylow nur im Finale an. In der Besetzung Sergei Kopljakow, Wladimir Salnikow, Ivar Stukolkin und Andrei Krylow gewann die Staffel die Goldmedaille vor der Staffel aus der DDR und den Brasilianern. Im Wettbewerb über 400 Meter Freistil siegte Salnikow vor Krylow, der in 3:53,24 min Silber vor Stukolkin erkämpfte.
Krylow war 1976 und 1978 sowjetischer Meister über 100 Meter Freistil, von 1975 bis 1977 siegte er über 200 Meter Freistil. Daneben gewann er sieben Meistertitel in den verschiedenen Staffeln. Nach seiner Karriere arbeitete Krylow als Schwimmtrainer und Sportlehrer. Er war als Hochschullehrer an der Staatlichen Transport-Universität und an der Universität für Körperkultur in Sankt Petersburg.